# Індепенденс (Міннесота)
Індепенденс (англ. Independence) — місто (англ. city) в США, в окрузі Ганнепін штату Міннесота. Населення — 3755 осіб (2020).

## Географія
Індепенденс розташований за координатами 45°1′5″ пн. ш. 93°43′10″ зх. д. / 45.01806° пн. ш. 93.71944° зх. д. (45.018075, -93.719415).  За даними Бюро перепису населення США в 2010 році місто мало площу 89,50 км², з яких 83,83 км² — суходіл та 5,68 км² — водойми.

## Демографія
Згідно з переписом 2010 року, у місті мешкали 3504 особи в 1241 домогосподарстві у складі 1009 родин. Густота населення становила 39 осіб/км².  Було 1305 помешкань (15/км²).
Расовий склад населення:
| - 97,1 % — білих - 1,1 % — азіатів - 0,3 % — корінних американців - 0,3 % — чорних або афроамериканців |

До двох чи більше рас належало 1,0 %. Частка іспаномовних становила 1,3 % від усіх жителів.
За віковим діапазоном населення розподілялося таким чином: 26,3 % — особи молодші 18 років, 61,2 % — особи у віці 18—64 років, 12,5 % — особи у віці 65 років та старші. Медіана віку мешканця становила 45,6 року. На 100 осіб жіночої статі у місті припадало 103,6 чоловіків;  на 100 жінок у віці від 18 років та старших — 100,6 чоловіків також старших 18 років.
Середній дохід на одне домашнє господарство  становив 146 305 доларів США (медіана — 101 169), а середній дохід на одну сім'ю — 160 940 доларів (медіана — 114 573). Медіана доходів становила 80 381 долар для чоловіків та 52 313 долари для жінок. За межею бідності перебувало 2,5 % осіб, у тому числі 2,1 % дітей у віці до 18 років та 0,9 % осіб у віці 65 років та старших.
Цивільне працевлаштоване населення становило 1826 осіб. Основні галузі зайнятості: освіта, охорона здоров'я та соціальна допомога — 15,7 %, виробництво — 15,6 %, науковці, спеціалісти, менеджери — 13,0 %, фінанси, страхування та нерухомість — 11,3 %.